# Trae Coyle
Trae Bailey Coyle (Camden, 11 gennaio 2001) è un calciatore inglese, attaccante del Waterford.

## Carriera

### Club
È cresciuto calcisticamente nell'Arsenal, con cui ha compiuto la trafila delle giovanili. Non riuscendo a trovare spazio in prima squadra, il 13 agosto 2020 è stato ceduto in prestito stagionale al Gillingham, in Football League One. Tuttavia il 13 gennaio 2021 il prestito è stato interrotto, rientrando così all'Arsenal. Il 21 giugno successivo è stato ceduto a titolo definitivo al Losanna, club militante nella Super League svizzera.

### Nazionale
Ha giocato nelle nazionali giovanili inglesi Under-16 ed Under-17.

## Statistiche

### Presenze e reti nei club
Statistiche aggiornate al 29 luglio 2022.
| Stagione        | Squadra         | Campionato      | Campionato | Campionato | Coppe nazionali | Coppe nazionali | Coppe nazionali | Coppe continentali | Coppe continentali | Coppe continentali | Altre coppe | Altre coppe | Altre coppe | Totale | Totale |
| Stagione        | Squadra         | Comp            | Pres       | Reti       | Comp            | Pres            | Reti            | Comp               | Pres               | Reti               | Comp        | Pres        | Reti        | Pres   | Reti   |
| --------------- | --------------- | --------------- | ---------- | ---------- | --------------- | --------------- | --------------- | ------------------ | ------------------ | ------------------ | ----------- | ----------- | ----------- | ------ | ------ |
| 2020-gen. 2021  | Gillingham      | FL1             | 13         | 2          | FACup+CdL       | 1+3             | 0               |                    | -                  | -                  | FLT         | 4           | 2           | 21     | 4      |
| 2021-2022       | Losanna         | ASL             | 27         | 1          | CS              | 3               | 0               |                    | -                  | -                  |             | -           | -           | 30     | 1      |
| 2022-2023       | Losanna         | ChL             | 2          | 0          | CS              | 0               | 0               |                    | -                  | -                  |             | -           | -           | 2      | 0      |
| Totale carriera | Totale carriera | Totale carriera | 42         | 3          |                 | 7               | 0               |                    | -                  | -                  |             | 4           | 2           | 53     | 5      |